# Fricativa faríngea sonora
La fricativa faríngea sonora es un tipo de sonido consonántico, utilizado en algunas lenguas habladas. El símbolo en el Alfabeto Fonético Internacional que representa este sonido es [ʕ], y el equivalente X-SAMPA el símbolo es ?\. Es común la confusión entre las epiglotales y las epiglotofaríngeas.
A pesar de estar colocada tradicionalmente en el grupo de las fricativas en el AFI, [ʕ] normalmente es una aproximante. El símbolo del AFI es ambiguo, aunque ninguna lengua hace distinción entre fricativas y aproximantes en este punto de articulación. La aproximante a veces se representa como [ʕ̞] o como [ɑ̯].

## Características
Las características de la fricativa faríngea sonora son las siguientes:
- Su modo de articulación varía entre una aproximante y una fricativa, lo cual significa que se produce al restringir el tracto vocal en el punto de articulación, pero generalmente sin la suficiente restricción para producir mucha turbulencia en el flujo del aire. Las lenguas no distinguen las fricativas sonoras de las aproximantes sonoras producidas en la garganta.
- Su punto de articulación es faríngeo, lo cual significa que para articularlo con la raíz de la lengua contra la faringe (parte trasera de la garganta).
- Su fonación es sonora, lo cual significa que las cuerdas vocales vibran durante su articulación.
- Es una consonante oral, lo cual significa que se le permite al aire escapar a través de la boca.
- Es una consonante central, lo cual significa que se produce al dirigir el flujo del aire a través del centro de la lengua, no por los lados.
- El mecanismo de flujo del aire es pulmónico, lo cual significa que se articula al empujar el aire solamente con los pulmones y el diafragma, como en la mayor parte de los sonidos.

## En diversas lenguas
Las consonantes faríngeas no son muy usuales. A veces, una faríngea aproximante surge de una uvular aproximante. Muchas lenguas que han sido descritas como que tienen fricativas o aproximantes faríngeas acabaron teniendo, tras una inspección más detallada, consonantes epiglotales. Por ejemplo, el sonido /ʕ/ candidato para el árabe y el hebreo estándar (no el hebreo moderno – los israelíes generalmente lo pronuncian como una oclusiva glotal) ha sido descrito diversamente como una fricativa epiglotal sonora, una aproximante epiglotal, o una oclusiva glotal faringealizada.
| Lengua         | Lengua            | Palabra      | IPA              | Significado        | Notas |
| -------------- | ----------------- | ------------ | ---------------- | ------------------ | --- |
| Abaza          | Abaza             | гӀапынхъамыз | [ʕaːpənqaːməz]   | 'marzo'            | |
| Árabe          | Árabe             | ثعبان        | [θuʕbaːn]        | 'serpiente'        | Véase el alfabeto árabe |
| Arameo/siriaco | Oriental          | tar'a        | [tər'ʕɑː]        | 'puerta'           | Únicamente conservada en el ámbito formal y religioso. La mayoría de los hablantes pronunciarán la palabra como [tərɑː].                     |
| Arameo/siriaco | Occidental        | tar'a        | [ tarʕo]         | 'puerta'           | Únicamente conservada en el ámbito formal y religioso. La mayoría de los hablantes pronunciarán la palabra como [tərɑː].                     |
| Avar           | Avar              | гӀоркь       | [ʕortɬʼː]        | 'manija'           | |
| Bereber        | Cabilio           | ɛemmi        | [ʕəmːi]          | 'mi tío (paterno)' | |
| Checheno       | Checheno          | Ӏан / jan    | [ʕan] (?·i)      | 'invierno'         | |
| Coeur d'alene  | Coeur d'alene     |              | / stʕin/         | 'antílope'         | [ 2 ] |
| Copto          | Copto             | ⲁϣⲁⲓ / ʕšai  | [ˈʕʃaiː]         | 'multiplicar'      | |
| Danés          | Estándar          | ravn         | [ʕ̞ɑ̈wˀn           | 'cuervo'           | Una aproximante; también descrito como uvular [ʁ]. Véase la fonología danesa.                                                                |
| Neerlandés     | Limburgués        | rad          | [ʕ̞ɑt]            | 'rueda'            | Una aproximante, la realización de /r/ varía considerablemente entre los dialectos. Véase la fonología neerlandesa.                          |
| Alemán         | Algunos hablantes | Mutter       | [ˈmutɔʕ̞]         | 'madre'            | Una aproximante; ocurre en Alemania central, del este, suroeste de Alemania, partes de Suiza y en Tirol. Véase la fonología alemana estándar |
| Alemán         | Dialecto suabo    | ändard       | [ˈend̥aʕ̞d̥]        | 'cambios'          | Una aproximante. Es un alófono de /ʁ/ ; pronunciado como fricativa uvular sonora al inicio.                                                  |
| Hebreo         | Iraquí            | עברית        | [ʕibˈriːθ]       | 'lengua hebrea'    | Véase la fonología hebrea moderna. |
| Hebreo         | Sefardí           | עברית        | [ʕivˈɾit]        | 'lengua hebrea'    | Véase la fonología hebrea moderna. |
| Hebreo         | Yemenita          | עברית        | [ʕivˈriːθ] (?·i) | 'lengua hebrea'    | Véase la fonología hebrea moderna. |
| Kurdo          | Kurdo             | ‘ewr         | [ʕæwr]           | 'nube'             | Muchos dialectos sorani y algunos kurmanji tienen este sonido.                                                                               |
| Marshalés      | Marshalés         | enana        | [ɛ̯ɛnæ͡ɑʕnæ͡ɑʕ]     | 'es malo'          | |
| Occitano       | Auvernés          | pala         | [ˈpaʕa]          | 'pala'             | |
| Portugués      | Fluminense        | arrmando     | [ɐʕˈmɜ̃du]        | 'armando'          | En variación libre con [ɣ], [ʁ] y [ɦ], antes de consonantes sonoras. No ocurre en posición de inicio. Véase fonología portuguesa.            |
| Somalí         | Somalí            | cunto        | [ʕuntɔ]          | 'comida'           | Véase la fonología somalí. |
| Siux           | Stoney            | marazhud     | [maʕazud]        | 'lluvia'           | |
| Siriaco        | Turoyo            | ܐܰܪܥܳܐ         | [arʕo]           | 'tierra'           | Tiende a ser ausente en variedades orientales siriacas.                                                                                      |
| Ucraniano      | Ucraniano         | гора         | [ʕoˈrɑ]          | 'montaña'          | También descrito como [ɦ]. Véase fonología ucraniana                                                                                         |